# Simon Baumgarten
Simon Baumgarten (* 6. September 1985 in Göppingen) ist ein ehemaliger deutscher Handballspieler.

## Werdegang
Simon Baumgarten wuchs in Wißgoldingen, besuchte die Realschule im Hauptort Waldstetten und absolvierte bei der Gmünder Ersatzkasse eine Ausbildung zum Sozialversicherungsfachangestellten. Zudem arbeitete er für fünf Jahre als Verwaltungsfachangestellter bei der Stadt Waiblingen.

## Vereinskarriere
Mit fünf Jahren begann er das Handballspielen beim TV Wißgoldingen. Bis zu seinem 15. Lebensjahr war Baumgarten als Schwimmer in der Bundesliga beim Schwimmverein Schwäbisch Gmünd aktiv. 2001 wechselte er zum TSV Süßen. Von 2002 bis 2004 spielte Baumgarten beim Landesligisten SG Lauter. Zur Saison 2004/05 wechselte er zum Regionalliga-Aufsteiger TV Bittenfeld. Von 2005 bis 2007 war Baumgarten über ein Zweitspielrecht beim Bundesligisten Frisch Auf Göppingen spielberechtigt. In der Saison 2005/2006 stieg er mit dem TVB als Regionalliga-Meister in die 2. Bundesliga auf. In der Saison 2010/2011 belegte Baumgarten mit dem TVB den vierten Platz in der Südstaffel der 2. Bundesliga, der zur Teilnahme an der neu gegründeten eingleisigen 2. Handball-Bundesliga berechtigte. Am Ende der Saison 2014/15 stieg er mit dem TVB in die Bundesliga auf. Seit der Saison 2015/16 spielt Baumgarten mit dem nun unter dem Namen TVB 1898 Stuttgart antretenden Verein in der Bundesliga. Am Ende der Saison 2018/19 beendete er nach 138 Bundesligaspielen (226 Tore) seine Profikarriere und wechselte in die 2. Mannschaft des TVB. In der Saison 2020/21 lief Baumgarten für den Württembergligisten VfL Waiblingen auf, bei dem er zusätzlich als Athletiktrainer sowie als Sportlichen Leiter tätig war. In der Saison 2021 wurde er dann kurzfristig von der DJK Rimpar verpflichtet um Verletzungsausfälle zu kompensieren. Ab der Saison 2022/23 lief er für den TV Plochingen auf. Nach der Saison 2023/24 beendete er seine Karriere.

## Auszeichnungen
2006 wurde Baumgarten für besondere Verdienste um den Sport mit der Sportverdienstplakette der Stadt Waiblingen ausgezeichnet.

## Sonstiges
Im August 2015 gründete er zudem zusammen mit Timo Kalbantner eine eigene Firma, in der Kleingruppentraining im Funktionellen Bereich und Physiotherapie angeboten wurde.